# Willa Cather
Willa Sibert Cather, ameriška pisateljica, novinarka in urednica, * 7. december 1873, Gore, Virginija, Združene države Amerike, † 24. april 1947, New York.

## Življenje

### Otroštvo in mladost[6]
Willa Cather se je rodila leta 1873 na kmetiji blizu Winchesterja v Virginiji. Ko je bila stara leto dni, se je družina preselila na posestvo starih staršev. Imela je šest mlajših bratov in sester.
Leta 1883 se je družina zaradi bolezni in želje po boljšem življenju preselila v Nebrasko. Najprej so živeli na kmetiji, nato pa v mestu Red Cloud, kjer je Willa obiskovala šolo. Tam je začela tudi pisati in objavljati svoje zgodnje delo v lokalnem časopisu. Veliko je brala in za kratek čas želela postati kirurginja.
Po srednji šoli se je vpisala na Univerzo v Nebraski, kjer je začela objavljati članke in bila glavna urednica študentskega časopisa. Sprva je želela študirati medicino, a se je preusmerila v angleščino in diplomirala leta 1895.
Njeno življenje v Nebraski – z raznolikimi priseljenskimi skupnostmi in naravo – je močno vplivalo na njeno poznejše pisanje.

### Zgodnja kariera in prve knjižne objave
Leta 1896 se je Catherjeva preselila v Pittsburgh, kjer je začela pisati za žensko revijo Home Monthly. Po prodaji revije je delala kot urednica telegramov in literarna kritičarka pri časopisu Pittsburgh Leader, hkrati pa objavljala poezijo in kratke zgodbe. Kmalu je začela poučevati na srednjih šolah v Pittsburghu, kjer je napredovala do vodje oddelka za angleščino.
V tem času je objavila več kratkih zgodb, med njimi Tommy, the Unsentimental, ki se ukvarja z vprašanji spolne identitete in družbenih vlog. Leta 1903 je izdala prvo pesniško zbirko April Twilights, dve leti kasneje pa še zbirko kratkih zgodb The Troll Garden.
Leta 1906 se je preselila v New York, kjer je začela delati za ugledno revijo McClure’s. Med drugim je so avtorsko sodelovala pri seriji člankov o Mary Baker Eddy, čeprav je bila uradno podpisana druga novinarka. Leta 1912 je izšel njen prvi roman Alexander’s Bridge, ki ga je kasneje sama ocenila kot šibkega.

### Prerijska trilogija
Med letoma 1913 in 1918 je Cather izdala tri romane, danes znane kot prerijska trilogija; O Pioneers!, The Song of the Lark in My Ántonia. V njih je s preprostim jezikom opisovala življenje priseljencev na ameriškem Srednjem zahodu. Dela so bila deležna širokega priznanja; My Ántonia je F. Scott Fitzgerald označil za boljše delo od svojega Veliki Gatsby.
Leta 1923 je za roman One of Ours, postavljen v prvo svetovno vojno, prejela Pulitzerjevo nagrado. Sledili so uspešni romani A Lost Lady (1923), The Professor’s House (1925) in Death Comes for the Archbishop (1927), ki je postal prodajna uspešnica in bil uvrščen med najboljše romane 20. stoletja. Kljub uspehu so nekateri, med njimi Ernest Hemingway, njeno upodabljanje vojne označili za idealizirano.

### Kritike, pozna leta in smrt
V tridesetih letih so jo mlajši kritiki začeli označevati kot preveč nostalgično in nezmožno spopadanja s sodobnimi temami. V času velike depresije se je njeno delo zdelo manj družbeno relevantno, a je kljub temu ostala zelo priljubljena avtorica. Roman Shadows on the Rock (1931) je bil tisto leto najbolj brano delo v ZDA, Lucy Gayheart (1935) pa prodajna uspešnica.
Leta 1932 je izdala zbirko Obscure Destinies, v kateri je tudi ena njenih najbolj cenjenih zgodb, "Neighbour Rosicky". Doživela je tudi osebne izgube – leta 1938 sta umrla njen brat in dolgoletna prijateljica Isabelle McClung, ki ji je posvetila večino svojih del.
Njen zadnji roman, Sapphira and the Slave Girl (1940), je bil tematsko temnejši, a kljub temu velik uspeh. Tik pred smrtjo je delala na še enem zgodovinskem romanu Hard Punishments, ki je bil po njeni smrti uničen.
Willa Cather je umrla 24. aprila 1947 v New Yorku zaradi možganske kapi. Pokopana je v Jaffreyju v New Hampshireu, ob svoji življenjski spremljevalki Edith Lewis.

## Literarni slog
Willa Cather je svojo pisateljsko pot začela kot novinarka, a je jasno ločevala med novinarstvom, ki ga je razumela kot informativno dejavnost, in literaturo, ki jo je dojemala kot umetnost. Njeno pisanje pogosto zaznamuje nostalgičen ton, zaradi česar so jo nekateri kritiki tudi grajali. Njene teme izhajajo predvsem iz spominov na zgodnja leta, preživeta na ameriškem Srednjem zahodu, zato ima prostor ključno vlogo v njenem delu. Pogosti so motivi pokrajine, meje in odnosa do naravnega okolja. Tudi kadar so njene junakinje umeščene v urbana okolja, ostaja vpliv prostora izrazit, kar se odraža celo v opisu notranje opreme in razporeditve prostorov.
Čeprav ni pisala izključno o ameriškem Srednjem zahodu, je ta ostal osrednji element njene literarne identitete, ki jo je sama tudi spodbujala. Nekateri kritiki so jo označili za tradicionalno in ji očitali, da ni sledila sodobnejšim literarnim tehnikam, kot je tok zavesti, medtem ko so drugi v njeni preprostosti prepoznali slogovno dovršenost in samosvoj umetniški izraz.
Cather je oblikovala svoj literarni pristop, ki je iskal ravnotežje med objektivnostjo novinarstva in subjektivnostjo psihološkega romana. Iz izkušenj je izbirala dejstva na podlagi občutkov ter jih predstavila v jasnem, premišljenem slogu. V svojih romanih, zlasti tistih s podeželsko tematiko, je raziskovala lepoto in grozo življenja na meji civilizacije.
Podobno kot liki iz del Henryja Jamesa – avtorja, ki je nanjo močno vplival – so tudi njeni junaki pogosto upodobljeni kot izseljenci ali priseljenci, ki se spopadajo z občutkom izkoreninjenosti. Skozi odnos do okolja in narave postopoma najdejo pripadnost skupnosti. Cather velja za eno prvih ameriških pisateljic, ki je priseljencem podelila osrednje in spoštovano mesto v literaturi.

## Zapuščina
Willa Cather je bila po smrti večkrat počaščena kot ena najpomembnejših ameriških pisateljic.
Leta 1962 je bila sprejeta v Dvorano slavnih Nebraske (Nebraska Hall of Fame), leta 1973 pa jo je ameriška pošta počastila z izdajo spominske poštne znamke. Leto kasneje, 1974, je bila vključena v Dvorano velikih zahodnjakov (Hall of Great Westerners), leta 1986 pa tudi v Dvorano slavnih Narodnega muzeja kavbojke (National Cowgirl Museum and Hall of Fame).
Leta 1988 je bila vključena v Narodno žensko dvorano slavnih (National Women's Hall of Fame), leta 2000 pa je bila izbrana med ženske iz Virginije, ki so zaznamovale zgodovino (Virginia Women in History).
Leta 2023 je zvezna država Nebraska podarila bronasti kip Wille Cather za zbirko Kipa državnikov v ameriškem Kapitolu (National Statuary Hall Collection). Kip je razstavljen v centru za obiskovalce Kapitola v Washingtonu, D.C.

## Dela
Romani
- Alexander's Bridge (1912)
- O Pioneers! (1913)
- The Song of the Lark (1915)
- My  Ántonia (1918)
- One of Ours (1922)
- A Lost Lady (1923)
- The Professor's House (1925)
- My Mortal Enemy (1926)
- Death Comes for the Archbishop (1927)
- Shadows on the Rock (1931)
- Lucy Gayheart (1935)
- Sapphira and the Slave Girl (1940)

Kratke fikcijske zgodbe
- The Troll Garden (1905)
- Youth and the Bright Medusa (1920)
- Obscure Destinies (1932)
- Neighbour Rosicky (1932)
- The Old Beauty and Others (1948)
- Five Stories (1956)
- Willa Cather's Collected Short Fiction, 1892–1912 (1965)
- Uncle Valentine and Other Stories: Willa Cather's Uncollected Short Fiction,     1915–1929 (1972)

Poezija
- April Twilights (1903)
- April  Twilights and Other Poems (1923)

Proza
- Not Under Forty (1936)
- The Kingdom of Art: Willa Cather's First Principles and Critical Statements, 1893-1896 (1966)
- The World and the Parish: Willa Cather's Articles and Reviews, 1893-1902 (1970)